# Takeshi Iwaya
Takeshi Iwaya (岩屋 毅, Iwaya Takeshi) est un homme politique japonais né le 24 août 1957 à Beppu, dans la préfecture d'Ōita. Membre du PLD, il est ministre de la Défense de 2018 à 2019 puis ministre des Affaires étrangères depuis 2024.

## Biographie

### Jeunesse et études
Né à Beppu, il est le fils de Kei Iwaya, membre du Parlement de la préfecture d'Ōita. Après ses études secondaires, il est admis à l'université Waseda. Il étudie au sein de la faculté de science politique et d'économie et est membre du club d'éloquence et de débats. 

### Parcours politique
Il est élu en 1987 au Parlement de la préfecture d'Ōita pour un mandat. Il quitte son siège pour être élu en 1990 à la Chambre des représentants, en tant qu'indépendant. Après avoir perdu son siège en 1993, il se représente en 1996 mais échoue à nouveau. Il est réélu en 2000.
Il est nommé ministre de la Défense le 2 octobre 2018 par Shinzō Abe. Un an plus tard, il est remplacé par Tarō Kōno.

## Soupçons de corruption
En janvier 2020, Takeshi Iwaya a été interrogé par des inspecteurs de police de Tokyo, dans le cadre d'une affaire de corruption liée à l'ouverture prochaine de casinos au Japon. Il nie avoir reçu de l'argent en échange d'actions politiques.